# Leiophron grohi
Leiophron grohi är en stekelart som beskrevs av Loan 1974. Leiophron grohi ingår i släktet Leiophron och familjen bracksteklar. Inga underarter finns listade i Catalogue of Life.